# Archivo Vostell
El Archivo Vostell (Archivo Happening Vostell) es una institución que forma parte del Museo Vostell Malpartida desde el año 2005. El volumen total del Archivo Vostell comprende aproximadamente 50.000 documentos que suponen un ingente fondo de información, investigación y de inspiración. El Archivo Vostell incluye además una biblioteca general de unos 6.000 libros que recogen todos los géneros de la Historia del Arte. Una parte fundamental del Archivo Vostell es el archivo fotográfico de la extensa y polifacética obra de Wolf Vostell.

## Historia
En el año 1953 arrancaron las actividades artísticas de Wolf Vostell con sus primeros dibujos, Dé-coll/ages, sus primeros Happenings y el uso de televisores en sus obras. Paralelamente al inicio de su amplia creación, Wolf Vostell estableció en el año 1971 el origen de su Archivo Happening Vostell en Berlín. Con gran constancia y continuidad coleccionó minuciosamente documentos fotográficos, textos artísticos, correspondencia personal con artistas como Nam June Paik, Allan Kaprow y Dick Higgins entre otros, artículos de prensa, invitaciones para acontecimientos artísticos y sobre todo libros que reflejan en su contenido los movimientos artísticos dentro de los que Wolf Vostell se expresó.
A principios de los años 60 Wolf Vostell fue pionero y figura crucial del Happening de Fluxus y del Videoarte, por lo que el Archivo Vostell constituye un importante fondo de documentación sobre estos movimientos artísticos. El Archivo Happening Vostell también incluye una colección de obra gráfica, esculturas en bronce, videoarte, carteles, múltiples, cuadernos de dibujo y agendas personales de Wolf Vostell.
Después de la muerte de Wolf Vostell en 1998 David Vostell se dedicó hasta el 2001 a organizar y ordenar cronológica y temáticamente el Archivo Vostell y elaboró en el año 2014 en Internet el catálogo razonado de la obra de Wolf Vostell.

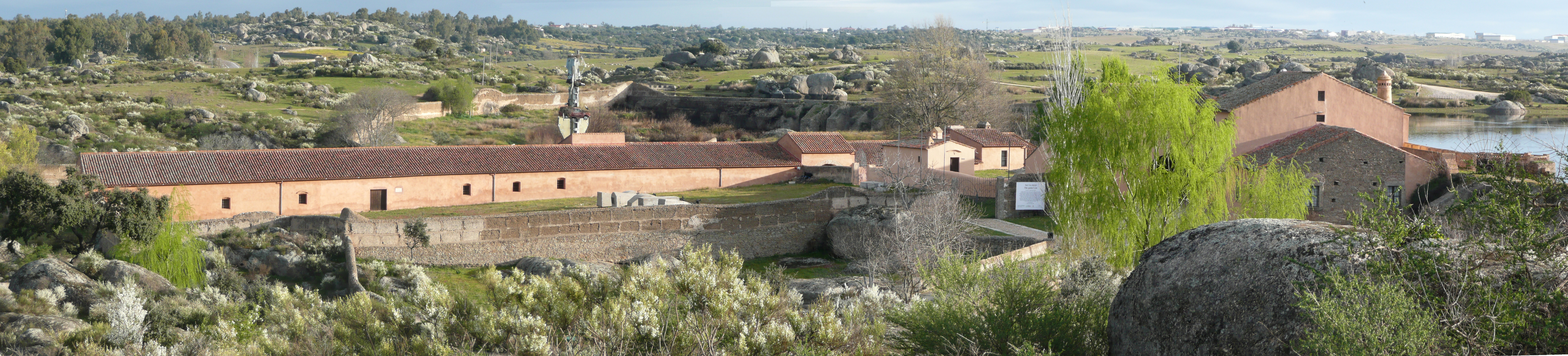
Vista panorámica del Museo Vostell Malpartida.